# Solano (Caquetá)
Pour les articles homonymes, voir Solano.
Solano est une municipalité située dans le département de Caquetá, en Colombie. C'est la plus vaste municipalité de son département, dont elle possède à elle seule près de la moitié du territoire (43 112 des 88 965 kilomètres carrés). Presque entièrement recouvert par la forêt amazonienne, son territoire est bordé au sud par la rivière Caquetá — un important cours d'eau du bassin amazonien. La densité de la population y est faible : 0,56 hab/km2. La localité d'Araracuara, qui est un corregimiento de Solano, est desservie par l’aéroport d'Araracuara.